# Wspólnota administracyjna Heideland-Elstertal
Wspólnota administracyjna Heideland-Elstertal (niem. Verwaltungsgemeinschaft Heideland-Elstertal) – dawna wspólnota administracyjna w Niemczech, w kraju związkowym Turyngia, w powiecie Saale-Holzland. Siedziba wspólnoty znajdowała się w miejscowości Crossen an der Elster.
1 stycznia 2012 do wspólnoty włączono miasto Schkölen i tym samym zmieniono nazwę wspólnoty na Heideland-Elstertal-Schkölen.
Wspólnota administracyjna zrzeszała sześć gmin wiejskich: 
1. Crossen an der Elster
2. Hartmannsdorf
3. Heideland
4. Rauda
5. Silbitz
6. Walpernhain